# Хета (посёлок)
Хета́ — посёлок в Таймырском Долгано-Ненецком районе Красноярского края, входит в сельское поселение Хатанга. Один из самых северных населённых пунктов России.
Расположен на правом берегу реки Хеты в 109 км к юго-западу от села Хатанга (132 км по реке), в 490 км к северо-востоку от Норильска и в 1760 км к северу от Красноярска.
Находится в зоне лесотундры на Северо-Сибирской низменности.
Относится к территориям Крайнего Севера, к сухопутным территориям Арктической зоны России и к пограничной зоне России.
В посёлке работают средняя школа-интернат, детский сад, фельдшерско-акушерский пункт, магазин, дизельная электростанция, предприятие ЖКХ, отделение почтовой связи, сельский Дом культуры, библиотека. Имеется пристань. В 2014 году завершено строительство православного храма.

## Население
| 2002 | 2010 | 2012 | 2014 | 2017 | 2019 | 2020 |
| ---- | ---- | ---- | ---- | ---- | ---- | ---- |
| 425  | ↘368 | ↗371 | ↘353 | ↘340 | ↗372 | ↘362 |